# Điện gió Công Lý Sóc Trăng
Điện gió Công Lý Sóc Trăng là nhà máy điện gió đặt tại ấp Preychop, xã Lai Hòa, thị xã Vĩnh Châu, tỉnh Sóc Trăng.
Dự án có tổng công suất lắp máy 98 MW, được đầu tư qua ba giai đoạn, khởi công ngày 30/1/2018.
- Giai đoạn 1 có công suất lắp máy 30 MW, có 15 trụ turbine gió công suất mỗi turbine là 2 MW.
- Giai đoạn 2 có công suất lắp máy 30 MW.
- Giai đoạn 3 có công suất lắp máy 38 MW.

Dự án có diện tích chiếm đất 370 ha, điện năng sản xuất hàng năm khoảng 84 triệu KWh. Chủ đầu tư là Công ty cổ phần Super Wind Energy Công Lý Sóc Trăng. Đây là dự án điện gió đầu tiên tại tỉnh Sóc Trăng.